# ماريو سولداتي
ماريو سولداتي (بالإيطالية: Mario Soldati)(17 نوفمبر 1906 - 19 يونيو 1999) هو كاتب ومخرج أفلام إيطالي، فاز عام 1954 بجائزة ستيرغا عن رواية رسائل من كابري، وأخرج العديد من الأعمال المقتبسة من الروايات وعمل مع الممثلات الإيطاليات الرائدات مثل صوفيا لورين وجينا لولوبريجيدا.

## السيرة الذاتية
ولد سولداتي في تورينو والتحق بالمدرسة الثانوية الاجتماعية وهي مدرسة يسوعية وأنهى دراسته الثانوية في سن السابعة عشر، ثم درس العلوم الإنسانية في جامعة تورينو وفي ذلك الوقت كانت الجامعة مرتعًا للنشاط الفكري وكان الشاب سولداتي يلتقي مع الكتاب والنشطاء أمثال الكاتب كارلو ليفي والصحفي جياكومو ديبنديتي، درس فيما بعد تاريخ الفن في جامعة روما. بدأ نشر الروايات في عام 1929 وحقق أوسع شهرة مع رواية حب أمريكا الاول التي نُشرت عام 1935 وهي مذكرات عن الوقت الذي أمضاه في التدريس في جامعة كولومبيا. حصل على جوائز أدبية عن عمله أبرزها جائزة Strega عن رواية رسائل من كابري في عام 1954.
بدأ سولداتي الإخراج في عام 1938 وكان أشهر أفلامه بيكولو موندو أنتيكو (1941) ومالومبرا (1942) مع إيسا ميراندا، وكلاهما يستند إلى روايات أنطونيو فوغازارو، وفيلم أوجيني غراندي الذي يستند إلى رواية بلزاك مع اليدا فالي في فرنسا (1948)، فتاة النهر (بطولة صوفيا لورين) ولا بروفينسيال (بطولة جينا لولوبريجيدا)، كما نشر سولداتي مقالات في عدد من الصحف الإيطالية.
توفي في ليرتشي في عام 1999.

## الإرث والجوائز
في عام 1954 حصل علي جائزة ستيرغا عن رواية رسائل من كابري.
في عام 2010 تم عرض فيلمه "أنا في الريفو" عام 1950 كجزء من عرض للكوميديا الإيطالية في مهرجان البندقية السينمائي الدولي رقم 67.
1. ↑   http://www.premioletterarioviareggiorepaci.it/premi/vincitori/2-Premio%20Internazionale%20Viareggio-Versilia. {{استشهاد ويب}}: |url= بحاجة لعنوان (مساعدة) والوسيط |title= غير موجود أو فارغ (من ويكي بيانات) (مساعدة)
2. ↑  "Italian Comedy - The State of Things". labiennale.org. مؤرشف من الأصل في 2022-09-10. اطلع عليه بتاريخ 2010-08-01.{{استشهاد ويب}}:  صيانة الاستشهاد: BOT: original URL status unknown (link)